# رییلو
رییلو (به اسپانیایی: Riello) یک دهستان‌های اسپانیا و روستا در اسپانیا است که در استان لئون، اسپانیا واقع شده‌است.

## خصوصیات
رییلو ۲۳۵ کیلومترمربع مساحت و ۸۶۴ نفر جمعیت دارد.